# Joseph Maria Ruthig

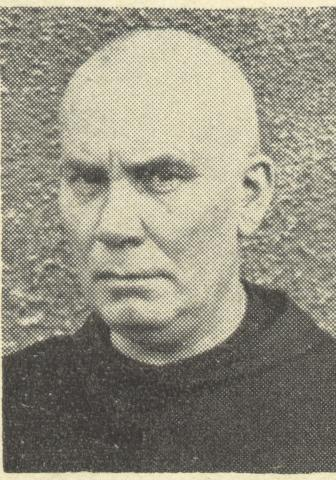
Pater Joseph Maria Ruthig, Ordensprovinzial

Joseph Maria Ruthig (* 18. September 1874 in Kirrberg,  Saarpfalz; † 11. März 1958 in Ludwigshafen am Rhein) war ein katholischer Priester, Angehöriger und Pater der Franziskaner-Minoriten, Feldgeistlicher im Ersten Weltkrieg, von 1923 bis 1929 Provinzial (Oberhaupt) der Süddeutschen Provinz des Ordens, Geistlicher Rat des Bistums Speyer.

## Leben
Joseph Ruthig wurde als Kind des Hauptlehrers Martin Ruthig in Kirrberg, in der damals bayerischen Rheinpfalz geboren. Das Dorf gehört heute als Ortsteil zur Stadt Homburg. Die Familie hatte drei Töchter und sechs Söhne. Alle Söhne strebten den geistlichen Stand an, wobei zwei vor Erreichen des Zieles starben. Zwei Söhne wurden Mariannhiller Missionare, weitere zwei gingen zu den Minoriten, einer davon war Joseph.
Am 13. September 1894 legte er seine Profess in Würzburg ab und empfing am 1. August 1897 dort die Priesterweihe. Sein Ordensname war "Pater Joseph Maria". Zunächst setzte man den Neupriester etwa ein Jahr lang im Kloster Oggersheim und als Kaplan in der Ludwigshafener Pfarrei St. Gallus ein. Seine Ordensoberen erkannten bald die vielseitigen Begabungen von Pater Ruthig und schickten ihn in ihre Schweizer Niederlassung zu Freiburg/Fribourg. Hier unterrichtete er erst als Lehrer am Deutschen Gymnasium, 1902 gründete er das berühmte Père Girard Kolleg, dem er über 10 Jahre lang vorstand.
Im Ersten Weltkrieg wirkte Ruthig als Feldpater in Konstantinopel. Für seine Tapferkeit und seinen Pflichteifer wurde er mit dem Eisernen Kreuz II. Klasse, dem Bayerischen Militärverdienstorden, der Preußischen Rote Kreuz-Medaille, dem österreichischen Franz-Joseph-Orden und dem türkischen Eisernen Halbmond ausgezeichnet.
1920 kehrte der Priester in die Heimat zurück und übernahm zwei Jahre lang die Führung des Klosterseminars St. Valentin zu Würzburg. Dann kam er als Guardian nach Wien und bewahrte zusammen mit Kardinal Friedrich Gustav Piffl die durch die Zeitumstände bedrohte Ordensprovinz vor dem Untergang. Von 1923 bis 1929 leitete Joseph Maria Ruthig als Provinzial den gesamten süddeutschen Zweig der Minoriten. Der Obere förderte die Studienseminare des Ordens in Freiburg im Üechtland, Würzburg und Graz zudem gründete er die Klöster St. Felix in Neustadt an der Waldnaab und Maria Schutz in Kaiserslautern. Ab 1924 gab Ruthig die Zeitschrift „Franziskusglocken“, seit 1928 auch die „Mitteilungen aus der Oberdeutschen Ordensprovinz“ heraus. Der Pater wirkte in Neunkirchen (Niederösterreich), Graz und Assisi, bevor er 1935 wieder in seine Pfälzer Heimat, ins Kloster Oggersheim zurückkehrte.
Hier entfaltete er „eine intensive Tätigkeit als Prediger, Beichtvater und Missionar, die ihn in der ganzen Diözese bekannt machte“, wie es der Nachruf festhält. Eine Anzahl von 800 bis 900 Predigten das Jahr über, zu den verschiedensten Anlässen, seien keine Seltenheit gewesen.
Bischof Joseph Wendel ernannte Pater Ruthig zum Geistlichen Rat der Diözese Speyer.
Als er gestorben war, nahm er persönlich mit rund 100 weiteren Priestern am Trauergottesdienst und der Beisetzung in Oggersheim teil (13. März 1958).